# 莱河镇
莱河镇，是中华人民共和国山東省菏泽市单县下辖的一个乡镇级行政单位。

## 行政区划
莱河镇下辖以下地区：
袁堂村、徐海村、崔口村、包庄村、陈李庄村、周庄村、江庄村、帅楼村、宋楼村、许河村、刘棚村、贾楼村、张桥村、黄六村、崔庄村、梁庄村、秦庙村、丁楼村、半坡店村和文庄村。